# Gspaltenhornhütte
Die Gspaltenhornhütte ist eine Berghütte der Sektion Bern des Schweizer Alpen-Clubs (SAC) im Kanton Bern in der Schweiz.

## Lage
Die Hütte liegt in der Westflanke des Gspaltenhorns auf einer Höhe von 2455 m ü. M. Die Höhenangabe für die alte Hütte war 2390 Meter. 

## Geschichte
Die erste Hütte wurde 1902 erbaut und 1910 «wiederhergestellt», was auf eine Demolierung durch Naturgewalten schliessen lässt. 1911 wurde am Fuss des Wildstein (2615 m ü. M.) ein Holzbau von der Sektion Bern des SAC mit 20–30 Schlafplätzen errichtet. 1936 entschloss man sich zur Schliessung und nach Eröffnung der neuen Hütte 1937 zum Abbruch der Hütte, nachdem 1932 festgestellt wurde, dass der Felskopf über der Hütte stark verwitterte und die Hütte durch Steinschlag mehr und mehr gefährdete. 
1952 wurde das Steinhaus von 1937 von einer Lawine zerstört und 1953 der Neubau, welcher sich an den Fels anschmiegte, eröffnet. 

## Zugang
Die Hütte erreicht man am leichtesten von der Griesalp aus. Ein längerer Zugang ist von Mürren via Sefinenfurgge (2611 m). Vom Oeschinensee (1600 m) aus muss zunächst zum Hohtürli (2778 m) aufgestiegen und nach einem Abstieg die Gletscherzunge des Gamchigletschers (1950 m) überquert werden. Alpinisten können – mit Kletterpassagen und Gletscherüberquerungen – die Hütte auch von der Mutthornhütte aus via Gamchilücke (2836 m) erreichen.

## Besteigungsmöglichkeiten
Die Hütte dient als Ausgangspunkt für Besteigungen von:
- Gspaltenhorn, 3436 m ü. M.
- Büttlassen

## Karten
- 1:25'000 Blatt 1248 Mürren